# Genís Sinca i Algué
Genís Sinca i Algué (Manresa, 1970) és un escriptor català, guanyador del Premi Josep Pla de narrativa de 2013. És llicenciat en Periodisme. Va treballar molts anys fora de Catalunya; va ser lector de català a la Universitat de Heidelberg, redactor en el Diari d'Andorra i corresponsal a Itàlia per al diari Avui i de COMRàdio. S'ha dedicat al periodisme d'investigació, amb una sèrie de biografies inèdites de personatges catalans del món de la política i la cultura, publicades a La Vanguardia i al «Quadern» d'El País, sota el títol d'«Històries de fa poc».
La seva novel·la guanyadora del Premi Josep Pla de 2013 porta el títol d'Una família exemplar i és una sàtira o sarcasme de dues nissagues familiars originàries de Tortosa i de Manresa. Aquesta novel·la és la primera de Genís Sinca. Abans havia publicat una biografia de Francesc Candel La providència es diu Paco (RBA, 2008) i l'assaig Vida secreta de nuestros médicos (El Aleph, 2011), on narrava la vida i obra de 20 metges importants espanyols del segle xx com Ramón y Cajal, Gregorio Marañón, Severo Ochoa o Santiago Dexeus.
El 2016 publica a Proa El cavaller Floïd, una biografia de l'empresari i mecenes Joan B. Cendrós. L'any 2019 va guanyar el Premi de Narrativa Memorialística Ciutat de Benicarló amb la biografia d'Eduard Punset, publicada sota el títol No moriré mai.